# 普季利夫卡 (基韋爾齊區)
50°47′45″N 25°47′41″E / 50.79583°N 25.79472°E
普季利夫卡（烏克蘭語：Путилівка），是烏克蘭的村落，位於該國西部沃倫州，由盧茨克區負責管轄，始建於1889年，面積0.27平方公里，海拔高度182米，2001年人口100，人口密度每平方公里370.37人。